# Friedrich Heinrich (Brandenburg-Schwedt)

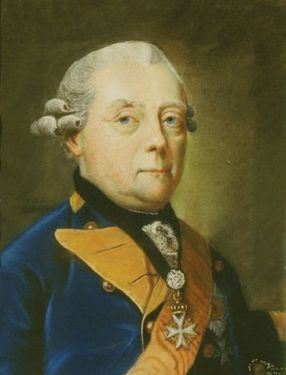
Friedrich Heinrich Prinz von Preußen und Markgraf von Brandenburg zu Schwedt, Bildnis von Johann Heinrich Schmidt

Friedrich Heinrich von Brandenburg-Schwedt (auch: Heinrich Friedrich)  (* 21. August 1709 in Schwedt; † 12. Dezember 1788 ebenda) war ein preußischer Prinz, ehrenhalber preußischer Generalmajor und als Markgraf seit 1771 der letzte Inhaber der preußischen Sekundogenitur Schwedt-Wildenbruch (vulgo „Brandenburg-Schwedt“). Seine zahlreichen Liebesaffären brachten ihm den Beinamen Der Schlimme Markgraf ein. Als Angehöriger der Schwedter Nebenlinie des preußischen Königshauses trug er wie alle preußischen Prinzen von Geblüt den Titel Prinz von Preußen und Markgraf von Brandenburg mit dem Prädikat Königliche Hoheit.

## Leben
Sein Vater war Markgraf Philipp Wilhelm seine Mutter Johanna Charlotte von Anhalt-Dessau, Tochter des Fürsten Johann Georg II. von Anhalt-Dessau und der Prinzessin Henriette Catharina von Oranien.
Nach dem Tod seines Vaters 1711 wurde Friedrich Heinrich von seiner Mutter unter der Vormundschaft erst seines Onkels Friedrichs I., dann seines Vetters Friedrich Wilhelms I. erzogen. So wurde er bereits 1711 Chef des nach ihm benannten Regiments „Brandenburg-Schwedt zu Fuß“.
Doch der Prinz zeigte wenig militärisches Interesse, 1733 erregte sich der König so sehr über die Unordnung in seiner Regimentsführung, dass Friedrich Heinrich für einige Wochen gefangengesetzt wurde. Von Friedrich dem Großen, der ihn wenig schätzte, wurde er militärisch nicht verwendet. So erhielt er 1741 das neuaufgestellte nachrangige Füsilierregiment „Brandenburg-Schwedt“. Aber auch hier kümmerte er sich wenig, so überließ er es dem jeweiligen Kommandanten.
Friedrich Heinrich war seit 1739 mit seiner direkten Cousine Leopoldine Marie von Anhalt-Dessau verheiratet. Deren Eltern waren Fürst Leopold I. von Anhalt-Dessau, bekannter als Der alte Dessauer, und die Apothekerstochter Gräfin Anna Luise von Anhalt. Nach der Geburt der beiden Töchter entzweiten sich die Ehepartner bald so heftig, dass der Markgraf sich wiederholt beim König als Chef des Hauses Preußen-Brandenburg über sie beschwerte. Friedrich der Große verbannte die Markgräfin schließlich 1751 nach Kolberg, wo sie für den Rest ihres Lebens bleiben musste.
Seit 1740 war der Markgraf Mitglied der Freimaurerloge Aux trois globes (Zu den drei Weltkugeln). 1755 erwarb er das Prinzessinnenpalais in Berlin. Zwischen 1748 und 1765 nahm Friedrich Heinrich an einer Reihe von Sitzungen der Berliner Akademie teil. Langjährige Kontakte des Markgrafen bestanden unter anderem zu dem Mathematiker Leonhard Euler.
Als 1771 sein Bruder Friedrich Wilhelm starb, erbte er die Herrschaft Schwedt-Wildenbruch. Als Markgraf von Brandenburg-Schwedt war er ein Förderer der Künste und Wissenschaften. Die nachhaltigste Wirkung in seiner Herrschaftszeit hinterlässt Friedrich Heinrich mit der Gründung eines Hoftheaters in einem eigens dafür errichteten Gebäude. Ein Kapital von 2000 Reichstalern in Gold setzte er mit der Bestimmung aus, dass die jährlichen Zinsen je zwei jungen Männern aus der Herrschaft, die die Schwedter Schule mindestens zwei Jahre besucht hatten, als Universitätsstipendium zugutekämen.

Friedrich Heinrichs Mätresse und zweite Gemahlin Marie Magdalene Charlotte von Stoltzenberg in späteren Jahren

1778 bis 1780 ließ der Markgraf sich das Schlösschen Monplaisir errichten. Noch im Alter von 75 Jahren, 1784, heiratete er seine Mätresse, die Schauspielerin Marie Magdalene Charlotte Carl, geborene Kramann (1763–1838), Tochter eines Gothaer Hofkellermeisters, die als geadelte Baronin von Stoltzenberg mit dem Nießbrauch bei Lebzeiten des Markgrafen am Güterkomplex Stolzenberg in der Neumark sowie finanziell großzügig beschenkt wurde. Der 1782 vorehelich geborene gemeinsame Sohn Friedrich erhielt 1786 vom preußischen König Friedrich Wilhelm II. den Freiherrenstand als von Stoltzenberg.
Mit seinem Tod erlosch 1788 der legitime Mannesstamm der preußischen Nebenlinie Schwedt, das Sekundogenitur-Fideikommiss fiel an die Krone zurück, seine Töchter und Nichten wurden ausbezahlt. Seinen ebenbürtigen direkten Nachkommen vermachte er seinen Allodialbesitz, die Güter Stolzenberg, Wormsfelde und Zantoch in der Neumark, das Rittergut Biesenbrow in der Uckermark und das Markgraf-Heinrich-Palais in Berlin. Seine verwitwete Gattin „zur linken Hand“, Charlotte Freifrau von Stoltzenberg, heiratete den Schwedter Kammerrat und Forstrat Adolf Julius Lauer. Der war bald darauf preußischer Kriegs- und Domänenrat zu Magdeburg und seit 1790 im Freiherrnstand als Lauer von Münchhofen, seit 1793 Herr auf Schloss Plaue, das seine Gemahlin für 76.000 Taler gekauft hatte. Nachdem auch er 1831 verstorben war, übernahm seine Witwe Charlotte († 1838) die Verwaltung von Guts- und Schlossherrschaft zu Plaue. Ihre Erben verkauften den Besitz 1839 an den Grafen von Königsmarck.

## Kinder
aus der Ehe mit Leopoldine Marie von Anhalt-Dessau:
- Friederike Charlotte von Brandenburg-Schwedt (* 18. August 1745; † 23. Januar 1808) letzte Fürstäbtissin von Herford
- Luise  von Brandenburg-Schwedt (* 10. August 1750; † 21. Dezember 1811) ⚭ Fürst/Herzog Leopold III. von Anhalt-Dessau (1740–1817)

aus der Beziehung beziehungsweise Ehe mit Marie Magdalene Charlotte von Stoltzenberg:
- Friedrich Carl von Stoltzenberg (* 15. Januar 1782; † 3. Januar 1845), Stammvater der Freiherren von Stoltzenberg, der vorehelich geboren nicht die Nachfolge in Schwedt antreten konnte, ⚭ 15. März 1811  Therese Dufour (* 4. Februar 1786; † 25. Juni 1869 in Neuwied)[7]
- Heinrich Carl von Stoltzenberg (* 1785; † 10. August 1786 in Schwedt, bestattet in der Gruft unter der neuen Reformierten Kirche, dem Erbbegräbnis der Schwedter Hohenzollern)